# Enrico Alfonso
Enrico Alfonso (Padova, 4 maggio 1988) è un calciatore italiano, portiere della Virtus Verona.

## Carriera

### Club

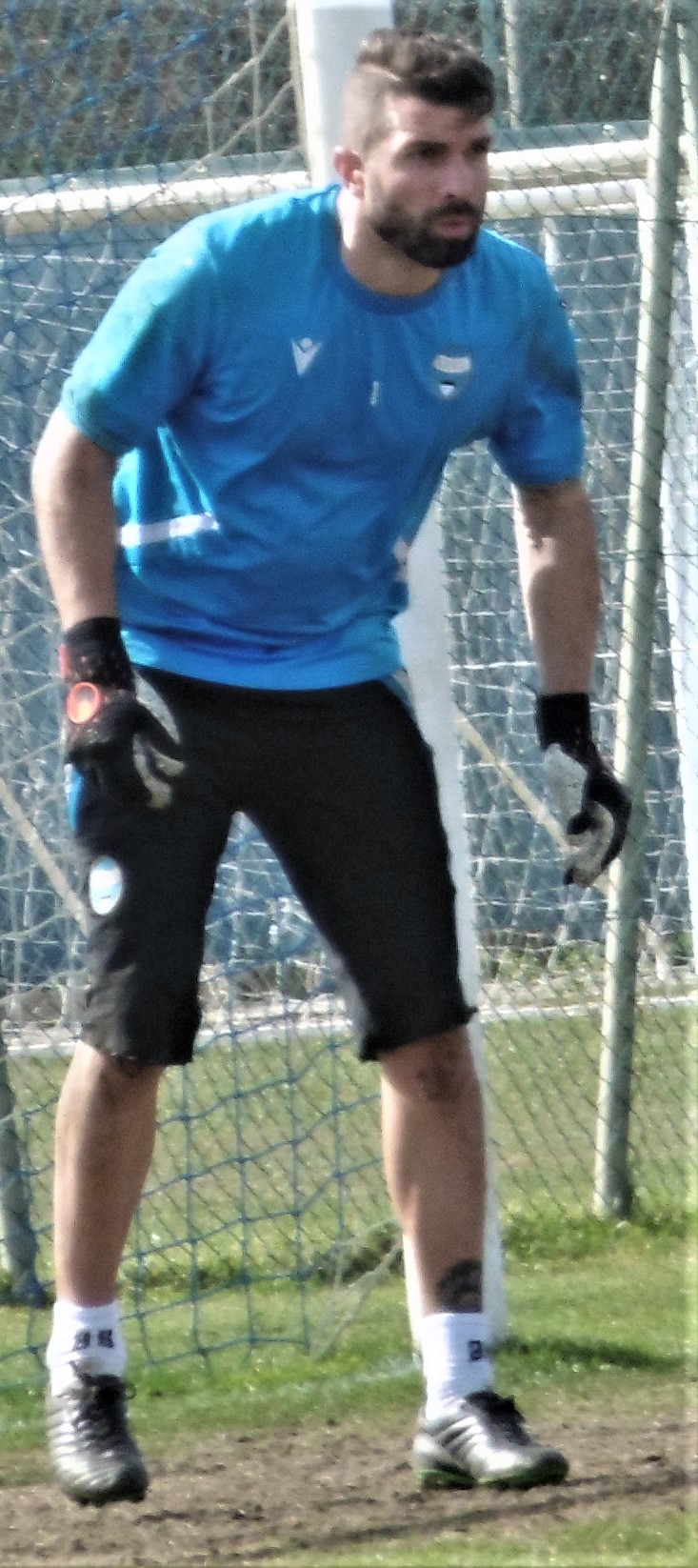
Alfonso in un allenamento della Spal nel 2023

#### Gli inizi
Nato a Padova, Enrico Alfonso cresce nelle giovanili dell'Alte Ceccato Calcio, del Montecchio Maggiore (squadre vicentine) e poi del Chievo, che lo promuove in prima squadra nella stagione 2005-2006, nel ruolo di terzo portiere. Nel 2006 viene girato in prestito al Pizzighettone in C1, dove colleziona 9 presenze.

#### Inter e i vari prestiti
Nell'estate 2007 viene acquistato in comproprietà dall'Inter. Esordisce con i nerazzurri il 17 gennaio 2008 negli ottavi di finale di Coppa Italia, nella vittoria 3-0 contro la Reggina. Alla fine del mercato invernale viene girato in prestito in C1, al Venezia, disputando 7 gare. Tornato all'Inter, viene nuovamente mandato in prestito, prima al Pisa, dove gioca 9 gare, e poi al Modena, entrambe in Serie B. In quest'ultima squadra, dopo un'annata da riserva di Antonio Narciso, ottiene il posto da titolare nel campionato 2010-2011, giocando 31 partite.

#### Cremonese
Il 21 luglio 2011 passa alla Cremonese dove gioca 29 partite di campionato. Il 21 giugno 2012, risolta la comproprietà con il Chievo, passa totalmente all'Inter, che poi lo cede definitivamente di nuovo alla Cremonese con cui firma un contratto annuale.

#### Vicenza
Il 10 agosto seguente si accorda con il Vicenza, con cui sigla un contratto annuale.
Parte come riserva di Nicola Ravaglia ma a fine campionato ne prende il posto disputando anche i play off di categoria.. Il 26 settembre 2014 passa al Pro Piacenza, partecipante al campionato di Lega Pro, con cui ottiene la salvezza dopo i play-out vinti contro il Forlì.

#### Cittadella
Il 16 luglio 2015 passa al Cittadella in Lega Pro ed al termine della stagione ottiene la promozione diretta in Serie B. Debutta in Serie B nella vittoria contro il Bari.

#### Brescia
Nel luglio 2018 si trasferisce a parametro zero al Brescia, firmando un contratto che lo legherà alle rondinelle fino al giugno 2021. Il 5 agosto esordisce con la maglia del Brescia in Coppa Italia contro la Pro Vercelli: le Rondinelle vincono la sfida ai rigori, in cui Alfonso subisce un solo gol su tre tiri subiti (uno fuori e uno parato). Il 1º maggio 2019, con la vittoria per 1-0 in casa contro l'Ascoli, conquista matematicamente la promozione in Serie A.
Dopo essere divenuto il secondo di Jesse Joronen, il debutto in massima serie arriva il 29 ottobre 2019 nella sconfitta per 1-2 contro l'Inter, per via dell'infortunio del portiere finlandese. Il 20 agosto 2020 rescinde il proprio contratto che lo legava alle rondinelle.

#### Ritorno alla Cremonese
A distanza di 8 anni, il 26 agosto 2020 ritorna alla Cremonese, dove in un anno e mezzo raccoglie solo 8 presenze.

#### SPAL e Virtus Verona
Il 29 gennaio 2022 viene acquistato a titolo definitivo dalla SPAL.
La stagione successiva viene dato in prestito alla Virtus Verona in Serie C. Il 3 febbraio 2025 viene trasformato in trasferimento definitivo.

### Nazionale
Entra a far parte delle nazionali giovanili fin dalla categoria Under 15-16. Con la nazionale Under-17 prende parte, da titolare, al Mondiale U-17 2005. Nell'ottobre 2007 viene convocato, insieme a Francesco Bolzoni, nella nazionale Under-21 per le partite contro Croazia e Grecia, senza scendere in campo. L'anno successivo fa parte della rosa degli Azzurrini per il Torneo di Tolone, nel quale disputa due partite.

## Statistiche

### Presenze e reti nei club
Statistiche aggiornate al 4 maggio 2025.
| Stagione          | Squadra           | Campionato        | Campionato | Campionato | Coppe nazionali | Coppe nazionali | Coppe nazionali | Coppe continentali | Coppe continentali | Coppe continentali | Altre coppe | Altre coppe | Altre coppe | Totale | Totale |
| Stagione          | Squadra           | Comp              | Pres       | Reti       | Comp            | Pres            | Reti            | Comp               | Pres               | Reti               | Comp        | Pres        | Reti        | Pres   | Reti   |
| ----------------- | ----------------- | ----------------- | ---------- | ---------- | --------------- | --------------- | --------------- | ------------------ | ------------------ | ------------------ | ----------- | ----------- | ----------- | ------ | ------ |
| 2005-2006         | Chievo            | A                 | 0          | 0          | CI              | 0               | 0               | -                  | -                  | -                  | -           | -           | -           | 0      | 0      |
| 2006-2007         | Pizzighettone     | C1                | 9          | -11        | CI-C            | 0               | 0               | -                  | -                  | -                  | -           | -           | -           | 9      | -11    |
| 2007-gen. 2008    | Inter             | A                 | 0          | 0          | CI              | 1               | 0               | UCL                | 0                  | 0                  | SI          | 0           | 0           | 1      | 0      |
| gen.-giu. 2008    | Venezia           | C1                | 7          | -10        | CI-C            | 0               | 0               | -                  | -                  | -                  | -           | -           | -           | 7      | -10    |
| 2008-2009         | Pisa              | B                 | 9          | -12        | CI              | 0               | 0               | -                  | -                  | -                  | -           | -           | -           | 9      | -12    |
| 2009-2010         | Modena            | B                 | 7          | -6         | CI              | 0               | 0               | -                  | -                  | -                  | -           | -           | -           | 7      | -6     |
| 2010-2011         | Modena            | B                 | 31         | -36        | CI              | 1               | -1              | -                  | -                  | -                  | -           | -           | -           | 32     | -37    |
| Totale Modena     | Totale Modena     | Totale Modena     | 38         | -42        |                 | 1               | -1              | -                  | -                  | -                  | -           | -           | -           | 39     | -43    |
| 2011-2012         | Cremonese         | 1D                | 28+2       | -23 + -2   | CI-LP           | 0               | 0               | -                  | -                  | -                  | -           | -           | -           | 30     | -25    |
| 2012-2013         | Cremonese         | 1D                | 12         | -6         | CI+CI-LP        | 3+0             | -4 + 0          | -                  | -                  | -                  | -           | -           | -           | 15     | -10    |
| 2013-2014         | Vicenza           | 1D                | 7+1        | -10 + -1   | CI+CI-LP        | 1+0             | -1 + 0          | -                  | -                  | -                  | -           | -           | -           | 9      | -12    |
| 2014-2015         | Pro Piacenza      | LP                | 32+2       | -42 + -1   | CI-LP           | 0               | 0               | -                  | -                  | -                  | -           | -           | -           | 34     | -43    |
| 2015-2016         | Cittadella        | LP                | 32         | -30        | CI+CI-LP        | 3+0             | 0 + 0           | -                  | -                  | -                  | S-LP        | 2           | -5          | 37     | -35    |
| 2016-2017         | Cittadella        | B                 | 41+1       | -51 + -2   | CI              | 0               | 0               | -                  | -                  | -                  | -           | -           | -           | 42     | -53    |
| 2017-2018         | Cittadella        | B                 | 31+3       | -40 + -4   | CI              | 0               | 0               | -                  | -                  | -                  | -           | -           | -           | 34     | -44    |
| Totale Cittadella | Totale Cittadella | Totale Cittadella | 104+4      | -121 + -6  |                 | 3               | 0               |                    | -                  | -                  |             | 2           | -5          | 113    | -132   |
| 2018-2019         | Brescia           | B                 | 30         | -33        | CI              | 2               | -3              | -                  | -                  | -                  | -           | -           | -           | 32     | -36    |
| 2019-2020         | Brescia           | A                 | 4          | -4         | CI              | 0               | 0               | -                  | -                  | -                  | -           | -           | -           | 4      | -4     |
| Totale Brescia    | Totale Brescia    | Totale Brescia    | 34         | -37        |                 | 2               | -3              |                    | -                  | -                  |             | -           | -           | 36     | -40    |
| 2020-2021         | Cremonese         | B                 | 8          | -11        | CI              | 0               | 0               | -                  | -                  | -                  | -           | -           | -           | 8      | -11    |
| 2021-gen. 2022    | Cremonese         | B                 | 0          | 0          | CI              | 0               | 0               | -                  | -                  | -                  | -           | -           | -           | 0      | 0      |
| Totale Cremonese  | Totale Cremonese  | Totale Cremonese  | 48+2       | -40 + -2   |                 | 3               | -4              | -                  | -                  | -                  | -           | -           | -           | 53     | -46    |
| gen.-giu. 2022    | SPAL              | B                 | 11         | -19        | CI              | 0               | 0               | -                  | -                  | -                  | -           | -           | -           | 11     | -19    |
| 2022-2023         | SPAL              | B                 | 35         | -43        | CI              | 1               | -1              | -                  | -                  | -                  | -           | -           | -           | 36     | -44    |
| 2023-2024         | SPAL              | C                 | 17         | -16        | CI-C            | 1               | 0               | -                  | -                  | -                  | -           | -           | -           | 18     | -16    |
| Totale SPAL       | Totale SPAL       | Totale SPAL       | 63         | -78        |                 | 2               | -1              |                    | -                  | -                  |             | -           | -           | 65     | -79    |
| 2024-2025         | Virtus Verona     | C                 | 15         | -19        | CIC             | 0               | 0               | -                  | -                  | -                  | -           | -           | -           | 15     | -19    |
| Totale carriera   | Totale carriera   | Totale carriera   | 366+9      | -419 + -10 |                 | 13              | -10             |                    | 0                  | 0                  |             | 2           | -5          | 390    | -447   |

### Cronologia presenze e reti in nazionale
| Cronologia completa delle presenze e delle reti in nazionale ― Italia olimpica | Cronologia completa delle presenze e delle reti in nazionale ― Italia olimpica | Cronologia completa delle presenze e delle reti in nazionale ― Italia olimpica | Cronologia completa delle presenze e delle reti in nazionale ― Italia olimpica | Cronologia completa delle presenze e delle reti in nazionale ― Italia olimpica | Cronologia completa delle presenze e delle reti in nazionale ― Italia olimpica | Cronologia completa delle presenze e delle reti in nazionale ― Italia olimpica | Cronologia completa delle presenze e delle reti in nazionale ― Italia olimpica |
| Data                                                                           | Città                                                                          | In casa                                                                        | Risultato                                                                      | Ospiti                                                                         | Competizione                                                                   | Reti                                                                           | Note                                                                           |
| ------------------------------------------------------------------------------ | ------------------------------------------------------------------------------ | ------------------------------------------------------------------------------ | ------------------------------------------------------------------------------ | ------------------------------------------------------------------------------ | ------------------------------------------------------------------------------ | ------------------------------------------------------------------------------ | ------------------------------------------------------------------------------ |
| 23-5-2008                                                                      | La Seyne-sur-Mer                                                               | Italia olimpica                                                                | 2 – 1                                                                          | Turchia under 23                                                               | Torneo di Tolone 2008 - 1º turno                                               | -1                                                                             |                                                                                |
| 25-5-2008                                                                      | Tolone                                                                         | Italia olimpica                                                                | 2 – 0                                                                          | Stati Uniti olimpica                                                           | Torneo di Tolone 2008 - 1º turno                                               | -                                                                              |                                                                                |
| Totale                                                                         |                                                                                | Presenze                                                                       | 2                                                                              |                                                                                | Reti                                                                           | -1                                                                             |                                                                                |

## Palmarès

### Club

#### Competizioni nazionali
- Campionato italiano di Serie B: 1

Brescia: 2018-2019
- Lega Pro: 1

Cittadella: 2015-2016